# Dana
Dana je žensko osebno ime.

## Izvor imena
Ime Dana je skrajšana različica imen Bogdana oziroma Danijela.

## Pogostost imena
Po podatkih Statističnega urada Republike Slovenije je bilo na dan 31. decembra 2007 v Sloveniji število ženskih oseb z imenom Dana: 127.

## Osebni praznik
Osebe z imenom Dana lahko godujejo takrat kot Bogdane oziroma Danjiele.